# Храм Різдва Богородиці (Маріуполь)
47°06′22″ пн. ш. 37°33′36″ сх. д. / 47.10615° пн. ш. 37.55999° сх. д.
Церква Різдва Пресвятої Богородиці — церква XVIII століття у Маріуполі. Зруйнована у 1937 році.

## Історія
Кам'яний храм з червоної цегли та дерев'яним куполом побудований греками-переселенцями з Карасубазара в 1780 році. Художник Архип Куїнджі був хрещений в храмі Різдва Богородиці і вінчався там у 1875 році з Вірою Леонтіївною Кечеджі-Шаповаловою, дочкою заможного маріупольського купця.
За радянських часів храм було зруйнований в 1937 році більшовицькою владою в рамках атеїстичних п'ятирічок. Хрестильна купіль зруйнованого храму зберігається в Художньому музеї імені Куїнджі.

## Галерея

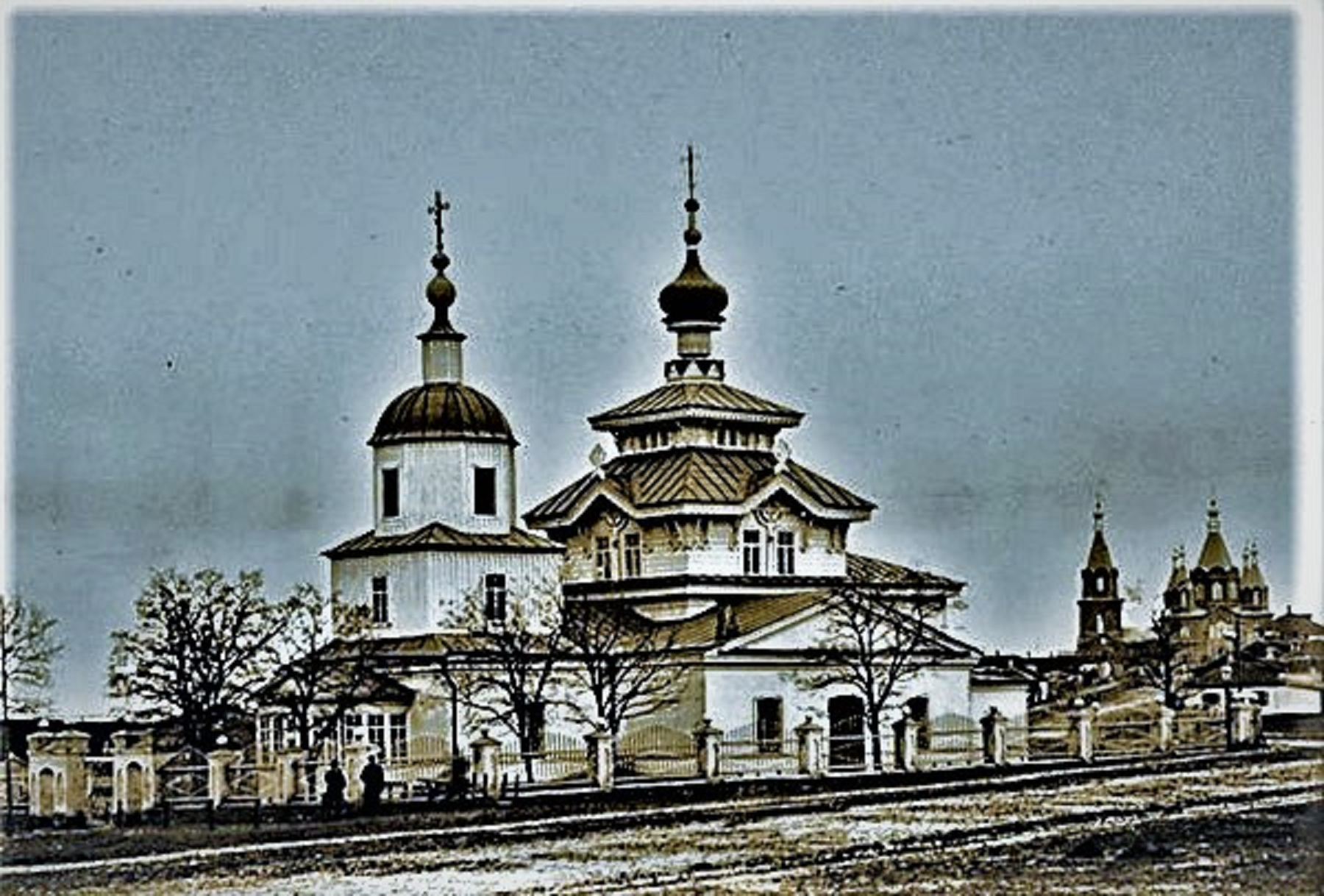
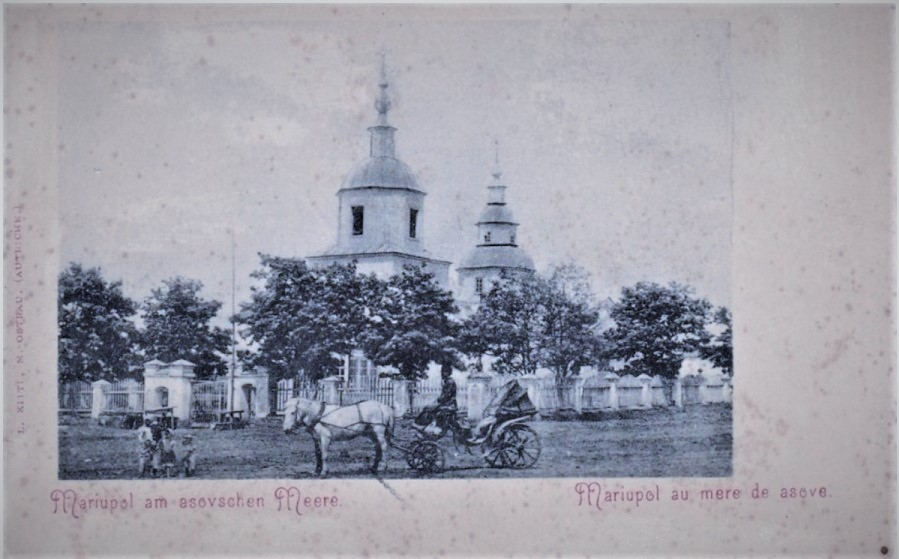